# Eoscarta eos
Eoscarta eos är en insektsart som beskrevs av Gustav Breddin 1902. Eoscarta eos ingår i släktet Eoscarta och familjen spottstritar. Inga underarter finns listade i Catalogue of Life.